# Celobiose
Celobiose é um dissacarídeo glicosil-glicose de fórmula [HOCH2CHO(CHOH)3]2O, composto por duas moléculas de glicose, cada glicose é unida por ligações β (1 → 4). A celobiose é o dissacarídeo repetitivo da celulose. Esse polissacarídeo estrutural é o principal componente das paredes celulares de plantas. Os vertebrados não possuem celulase, que são responsáveis por hidrolisar as ligações β (1 → 4) da celulose. Entretanto, os herbívoros contém em seu trato digestivo celulases secretadas por microorganismos simbiontes, que assim permitem a digestão de plantas fibrosas. A celobiose é hidrolisada à glicose por 1,4-β-D-glucosidades.